# Miejsce pracy
Ten artykuł należy dopracować:

przedstawiono sytuację tylko z polskiej perspektywy – artykuł powinien być przekrojowy.
Pomóż go poprawić. 
Miejsce pracy (miejsce świadczenia pracy) – miejsce wyznaczone przez pracodawcę, do którego pracownik ma dostęp w związku z wykonywaniem pracy. Jeden z istotnych składników umowy o pracę, obustronnie uzgodniony, objęty ogólnym zakazem jednostronnej zmiany przez któregokolwiek z kontrahentów umowy.
Strony zawierające umowę o pracę mają dużą swobodę w określaniu miejsca pracy. Może być ono określone na stałe, bądź jako miejsce zmienne, przy czym w tym ostatnim wypadku zmienność miejsca pracy może wynikać z samego charakteru (rodzaju) pełnionej pracy. Ogólnie pod pojęciem miejsca pracy rozumie się bądź stały punkt w znaczeniu geograficznym, bądź pewien oznaczony obszar, strefę określoną granicami jednostki administracyjnej podziału kraju lub w inny dostatecznie wyraźny sposób, w którym ma nastąpić dopełnienie świadczenia pracy.
Miejsce pracy nie musi być wyposażone w zaplecze socjalne, kadrowe i techniczne. Wykonywanie pracy w uzgodnionym przez strony „miejscu pracy” pracownika nie rodzi obowiązku płacenia takiemu pracownikowi ani diet czy innych należności związanych z podróżą służbową, ani świadczeń rozłąkowych.